# Cova de Son Reiners
La cova de Son Reiners és una cova natural emprada des de temps prehistòrics, situada al nord de les cases de la possessió de Son Reiners del municipi de Llucmajor, Mallorca.
És una cova de grans dimensions, ben conservada, de planta irregular, d'alçària màxima 1,53 m, amb accés escalonat excavat a la roca que es fa a través d'un petit corredor al qual se li ha fet un tancament amb pedra seca al seu llarg. Aquest tancament també s'ha fet als voltants de la cova, a la superfície. L'interior es troba en bones condicions, net i només cobert en alguns redols de vegetació baixa. En tres punts el sostre de la cova ha passat per ull. Cap a l'extrem sud, gràcies a un esfondrament a uns 4 m de l'entrada, s'observa que la cova segueix per davall, però actualment no és possible accedir-hi.